# Teratembiidae
Teratembiidae (лат.) — семейство насекомых из отряда эмбий.

## Описание
Teratembiidae характеризуются тем, что крыловая жилка MA раздвоена, задний базитарзус с одной апикальной папиллой, тергит X неполностью разделён продольно, но разделён поперечно по правому краю и с передним краем тергита X, вытянутым вентрально под задним краем тергита IX. Неотропическая группа (с многочисленными
неописанными афротропическими и ориентальными таксонами).
Виды в целом маленькие для отряда, длина Oligembia mini менее 4 мм.

## Классификация
В семействе Teratembiidae 5 родов и около 50 видов:
- Dachtylembia Poolprasert, 2014 — 1 вид (Таиланд)[6]
- Diradius Friederichs, 1934[7] — около 20 видов (один в Северной Америке, остальные в Южной и Центральной Америке)
  - = Dilobocerca
- Oligembia Davis, 1939[8] — около 20 видов (Центральная и Южная Америка)
- Paroligembia Ross E. S.[англ.], 1952 — 2 вида (Африка)
  - Paroligembia angolica Ross, 1952[9]
  - Paroligembia ethiopica Ross, 2006[10]
- Teratembia Krauss, 1911[11] — 4 вида (Южная Америка)
  - =Idioembia